# Augenlid-Piercing
Das Augenlid-Piercing wird meistens durch den äußeren Rand des Augenlides gestochen. Es zählt auf Grund des hohen gesundheitlichen Risikos zu den seltenen Piercings.
Für Menschen mit Kontaktlinsen ist das Tragen nicht geeignet, das Piercing würde zum ständigen Verrutschen der Kontaktlinse führen.

## Geschichte
In Europa hat diese Kategorie von Piercings eine relativ kurze Geschichte, erst gegen Ende des 20. Jahrhunderts kam das Tragen erstmals aus rein ästhetischen Gründen in die Mode.
Das Augenlid-Piercing dient nicht selten bei Menschen der westlichen Welt, welche oft von einem gewissen Narzissmus oder auch Mechanismen der Normverweigerung gekennzeichnet sind, als eine Art Selbstverbesserungsversuch, während in Teilen Afrikas und Südamerikas das Tragen von solchem Körperschmuck viel mehr von traditioneller Natur ist. Dort wird Facial-Bodymodifikation schon über Jahrhunderte hinweg in ritueller Form praktiziert und verfolgt. Mögliche Gründe sind kulturelle und lokale Schönheitsideale oder auch das Symbolisieren einer Stammeszugehörigkeit.

## Stechen

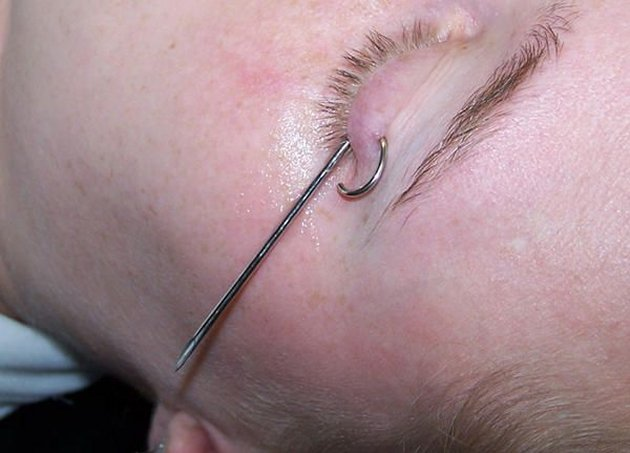
Stechen eines Augenlid-Piercings

Viele Piercer bieten das Stehen eines Augenlid Piercings gar nicht erst an. Denn es zählt nicht nur zu den seltensten, sondern auch zu den gefährlichsten Piercings, welche ein hohes Risiko für Nebenwirkungen und Folgebeschwerden mit sich bringen.
Um das Auge nicht zu verletzen, ist beim Stechen auf Grund der heiklen Stelle extreme Vorsicht geboten. Den schon das anfängliche desinfizieren der Stechstelle kann das Auge reizen. Anschließend wird im Regelfall am äußersten Rand des oberen Augenlides durchgestochen, dort wird das Piercing nun angebracht.
Am Ende ist das Augenlid-Piercing zwischen dem unteren und oberen Rand des Lieds fixiert, wodurch eine komplette Schließung des Auges an dieser Stelle nicht mehr möglich ist.

## Schmuck
Als Schmuck wird normalerweise ein kleiner sogenannter Ball Closure Ring aus Edelstahl verwendet.

## Heilung
Nicht nur das Stechen dieses Piercings ist gefährlich, sondern auch die Zeit danach kann einige Nebenwirkung mit sich bringen, welche die Heilung erschweren.
Unser Augenlid ist, durch Blinzeln im Alltag unter ständiger Bewegung, das Piercing kann sich hierbei nicht nur störend anfühlen, sondern stellt zudem einen Fremdkörper im Auge da. Die verletze Stelle verheilt unter der permanenten Reibung nur sehr schwer und langsam.
So kann es passieren, dass nach dem Stechen das Lid anschwillt und durch das Piercing Bindehaut und Hornhaut gereizt werden. Folgen können Infektionen oder Beeinträchtigung der Sehkraft sein.

## Variationen
In den meisten Fällen wird das Piercing durch den unteren äußeren Rand des oberen Augenlids gestochen. Mögliche Variationen sind das Anbringen des Piercings mittig am oberen Augenlid, oder am inneren Rand hin zur Nase. Eher ungewöhnlich ist hingegen das Piercen am unteren Augenlid.

## Vorfälle
Der Ulmer Augenarzt Hans-Walter Roth vom Institut für Wissenschaftliche Kontaktoptik berichtet von der Behandlung eines Patienten mit Hornhautvergiftung, Metalle wie Kupfer hatten sich aus dem Augenpiercing herausgewaschen und gelangten über das Blut ins Auge.